# Čertova jeskyně (Pottenstein)
Čertova jeskyně, německy Teufelshöhle, je krasová jeskyně ležící u městečka Pottenstein v severní části Bavorska. Je nejdelší a největší jeskyní Franského Švýcarska.

## Historie
Mohutný vchod do Čertovy díry, jeskyně dlouhé jen asi 85 metrů, znali místní lidé od nepaměti. Další prostory o celkové délce 3000 m byly objeveny až při výkopech v roce 1922. Při zpřístupňování jeskyně bylo nalezeno množství koster divoké zvěře, především jeskynních medvědů. Jedna z medvědích koster byla zrekonstruována a je dnes vystavena v jeskyni.

## Návštěva jeskyně
Mohutný vstupní prostor lze navštívit volně, je v něm umístěna pokladna a částečně i restaurace. Prohlídku jeskyně s průvodcem, která trvá zhruba hodinu, lze absolvovat po celý rok, v zimě jen o víkendech. Zpřístupněná část jeskyně má délku přibližně 1500 m. Trasa prochází několika velkými síněmi, které jsou propojeny převážně uměle vytvořenými průchody. Nejkrásnější síní jeskyně je Barbarosův dóm. Dóm je vyzdoben skupinou stalagmitů, z nichž největší je pagodovitý krápník "Císař Barbarosa". Největším dómem jeskyně je "Obří sál", v jehož středu stojí krápníková socha Obra Goliáše.

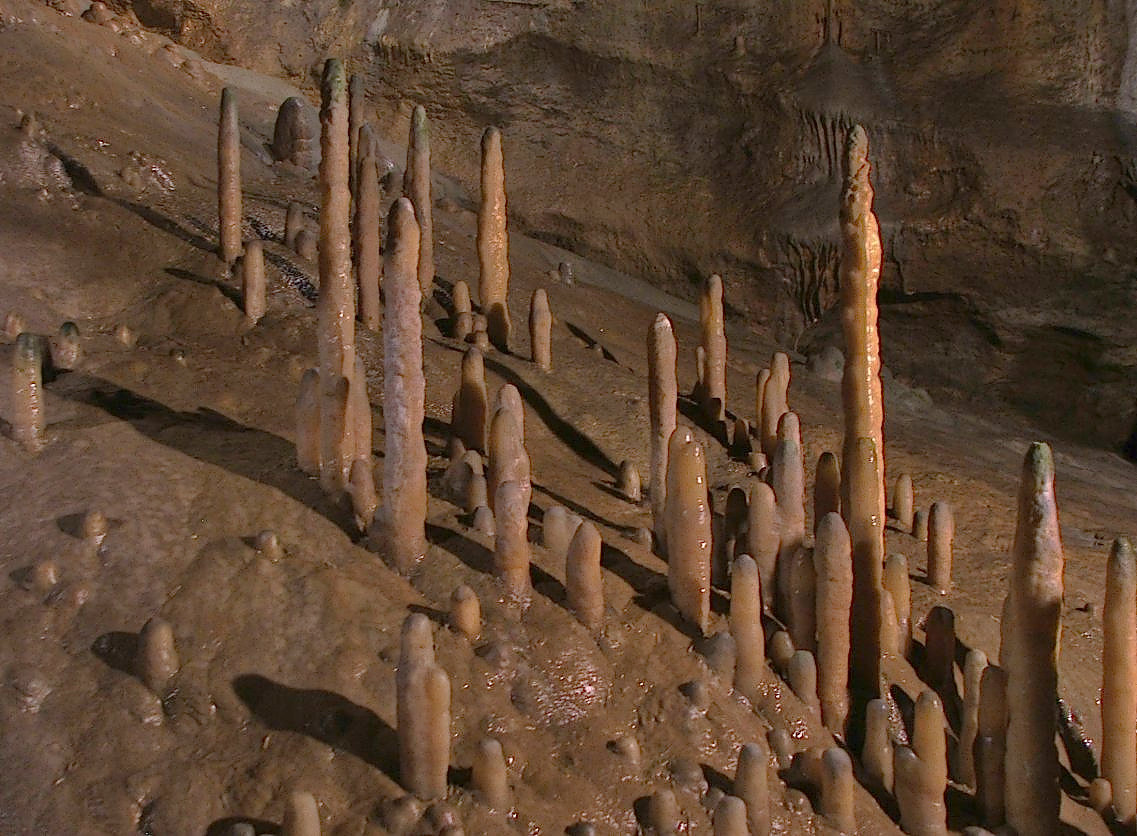
Krápníky v Čertově jeskyni

Příjezd k jeskyni z Rozvadova je možný přes Weiden a pak dále na západ po silnici B 470, která vede okolo jeskyně. Před jeskyní je velké placené parkoviště s volně přístupnými toaletami.

## Okolí jeskyně
Jeskyně leží v skalnatém krasovém údolí potoka Weihersbach východně od Pottensteinu. Potok je bohatý na pstruhovité druhy ryb a protéká přímo před vchodem do jeskyně. S areálem jeskyně sousedí volně přístupná pstruží farma s restaurací. Směrem k Pottensteinu je možné využít letní bobovou dráhu a skalní koupaliště. Jeskyně je na trase značených turistických cest.